# 谷端直
谷端 直（たにはた ただし、1890年（明治23年）3月8日 - 1958年（昭和33年）9月3日）は、大日本帝国陸軍軍人。最終階級は陸軍主計少将。

## 経歴
1890年（明治23年）に和歌山県で生まれた。陸軍経理学校第5期主計候補生として1911年（明治44年）5月16日に卒業した。1938年（昭和13年）3月15日に陸軍主計大佐に進級し、7月15日に第15師団経理部長（第13軍）に就任して日中戦争に出動した。1940年（昭和15年）3月には大阪陸軍被服支廠長に転じた。
1941年（昭和16年）6月8日に第25軍経理部長（南方軍）に就任し、10月15日に陸軍主計少将に進級。太平洋戦争に出征し、マレー作戦・シンガポール攻略戦に参加した。1943年（昭和18年）6月に西部軍経理部長に転じ、1945年（昭和20年）1月29日に西部軍管区経理部長兼第16方面軍経理部長に着任。終戦時は福岡県二日市に位置した。
1947年（昭和22年）11月28日、公職追放仮指定を受けた。